# Catogne
Catogne är ett berg i Schweiz.   Det ligger i distriktet Entremont och kantonen Valais, i den sydvästra delen av landet, 100 km söder om huvudstaden Bern. Toppen på Catogne är 2 498 meter över havet.
Terrängen runt Catogne är huvudsakligen mycket bergig. Närmaste större samhälle är Martigny, 6,1 km nordväst om Catogne. 
I omgivningarna runt Catogne växer i huvudsak blandskog. Runt Catogne är det ganska glesbefolkat, med 38 invånare per kvadratkilometer.